# Lövéte borvízforrásai és gyógyfürdői
A lövétei források a Kis-Homoród, a Vargyas és a Tolvajos-patak völgyeiben törnek fel. A régmúltban több kezdetleges fürdőt létesítettek a szénsavas és sós gyógyforrásoknál.

## Leírása
A Kis-Homoród völgyében húzódó sóréteg több sósforrás kialakulását eredményezte a térségben, a lövétei, homoródalmási és homoródkarácsonyfalvi sóskutak már a régmúltban ismertek voltak és jelentős értéket képviseltek a települések életében.
A Lövéte központjában található 110 cm átmérőjű, 3 m mély Sóskútat napjainkban is használják a háztartásban a helyiek. A magas sótartalmú kút felett levő fagerendán a következő szöveg olvasható „Az 1866-dik évben tűzáltal elpusztult jul 3dikán.” A Lövétéhez tartozó Pósfaluban, György Lajos telkén régen egy fáskazánnal fűtött sósfürdő működött. Napjainkban nem használják, elhanyagolt állapotban található.
A Vargyas-pataka völgyében feltörő források között találunk sós és szénsavas forrásokat is.
Enyhén sós, szénsavas források törnek fel a Bélmező néven ismert helyen. A Székely Selters-forrás vizét már 1853-ban elemezték, a híres németországi niederseltersi forráshoz ízben és gyógyhatásban nagyon hasonló vizet a 20. század elején és a két világháború között palackozták és forgalmazták. A fürdőtelep régi medencéje napjainkban már nem létezik, a vizet ivásra használják a környéken élők. A forrást 2016-ban újították fel. A szeltersi forrásoktól 300 méterre található a faküpüvel ellátott Déllői forrás.
A szelterszi fürdőtől délre, két km távolságra, a Vargyas-patak jobb partján elterülő sós lápon alakult ki a Nádasszéki fürdő. A fürdővel szemben, a patak bal partján található a Nádasszéki borvíz, a helyiek kedvelt forrása. Tőle nem messze a Tókos borvíz tör fel.
Neves források törnek fel Lövéte keleti határában, a Tolvajos-patak völgyében. Az itteni források már nagyon rég ismertek. A 16-17. században alakult ki a híres Kirulyfürdő, mely Udvarhelyszék egyik legkedveltebb fürdője volt egészen az I. világháborúig. A területen ismert források még erdészháznál található két forrás, az F625-ös fúrás, a Rebeka borvíz és a Festő-forrás, melyet a két világháború közötti időszakban Kamilla néven palackoztak. A Festő forrástól nem messze, a Tolvajos patak bal oldali részén alakult ki a Hargitaliget borvízláp, természetvédelmi terület. A Szortyogónak is ismert lápban egy 4x7 méteres fürdőmedence működött régen, melyet főleg az itt nyaraló erdélyi szászok használtak. A medence napjainkban elhanyagolt állapotban van.

## Jellegzetessége
A lövétei források nátrium-hidrogén-karbonát-klorid, kalcium-nátrium-hidrogén-karbonátos, nátrium-kalcium-magnézium-hidrogénkénkarbonát, illetve nátrium-klorid típusú ásványvizek.

## Gyógyhatása
A lövéte környékén található borvizeket mozgásszervi, szív-és érrendszeri panaszokban, idegesség, nyugtalanság, álmatlanság kezelésére javasolják.